# Vlissinghe
Vlissinghe is een café in de Blekersstraat in Brugge. Het wordt al in de 16de eeuw vermeld, waardoor het beschouwd wordt als het oudste nog bestaande café van de stad.

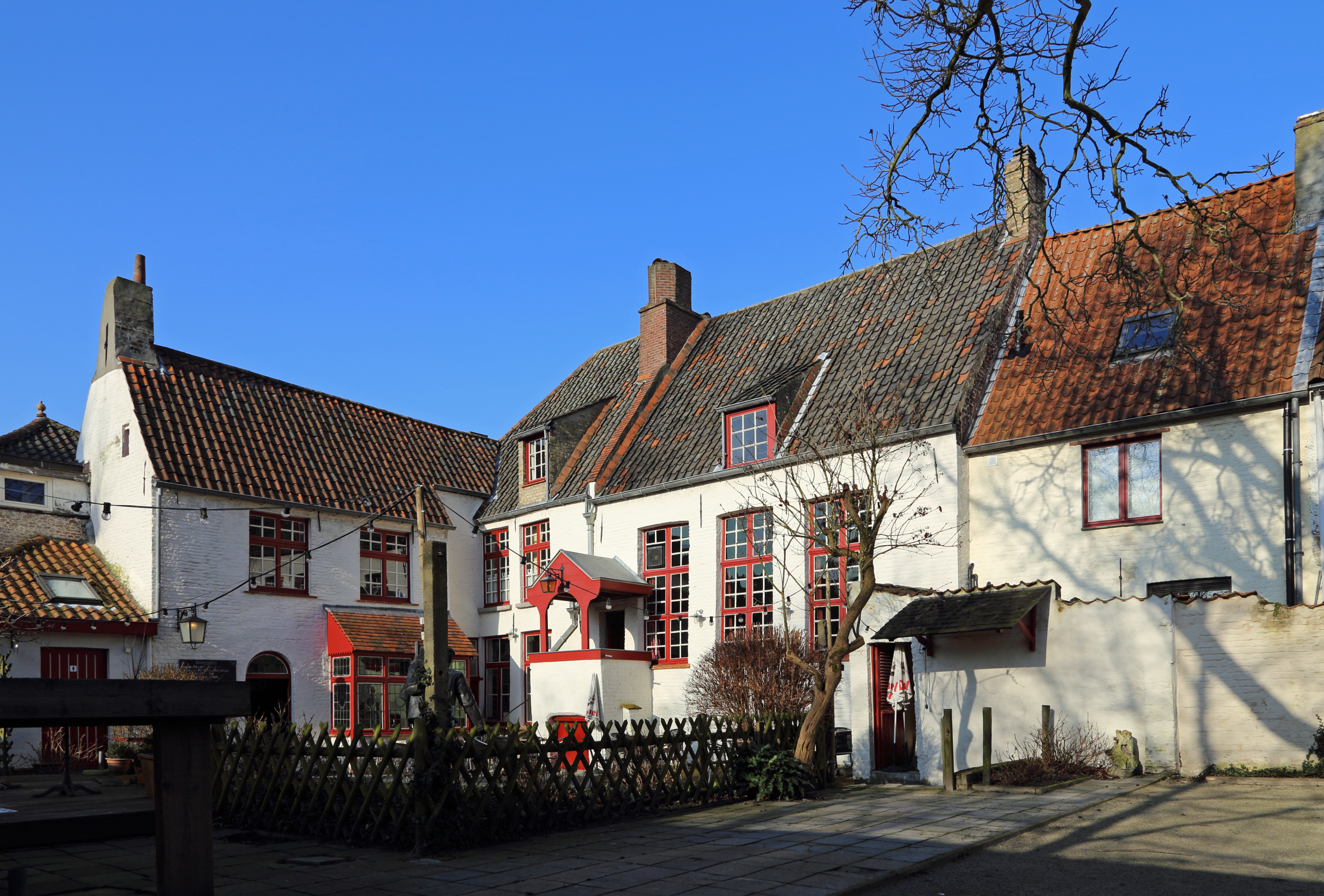
Café Vlissinghe, tuinzijde

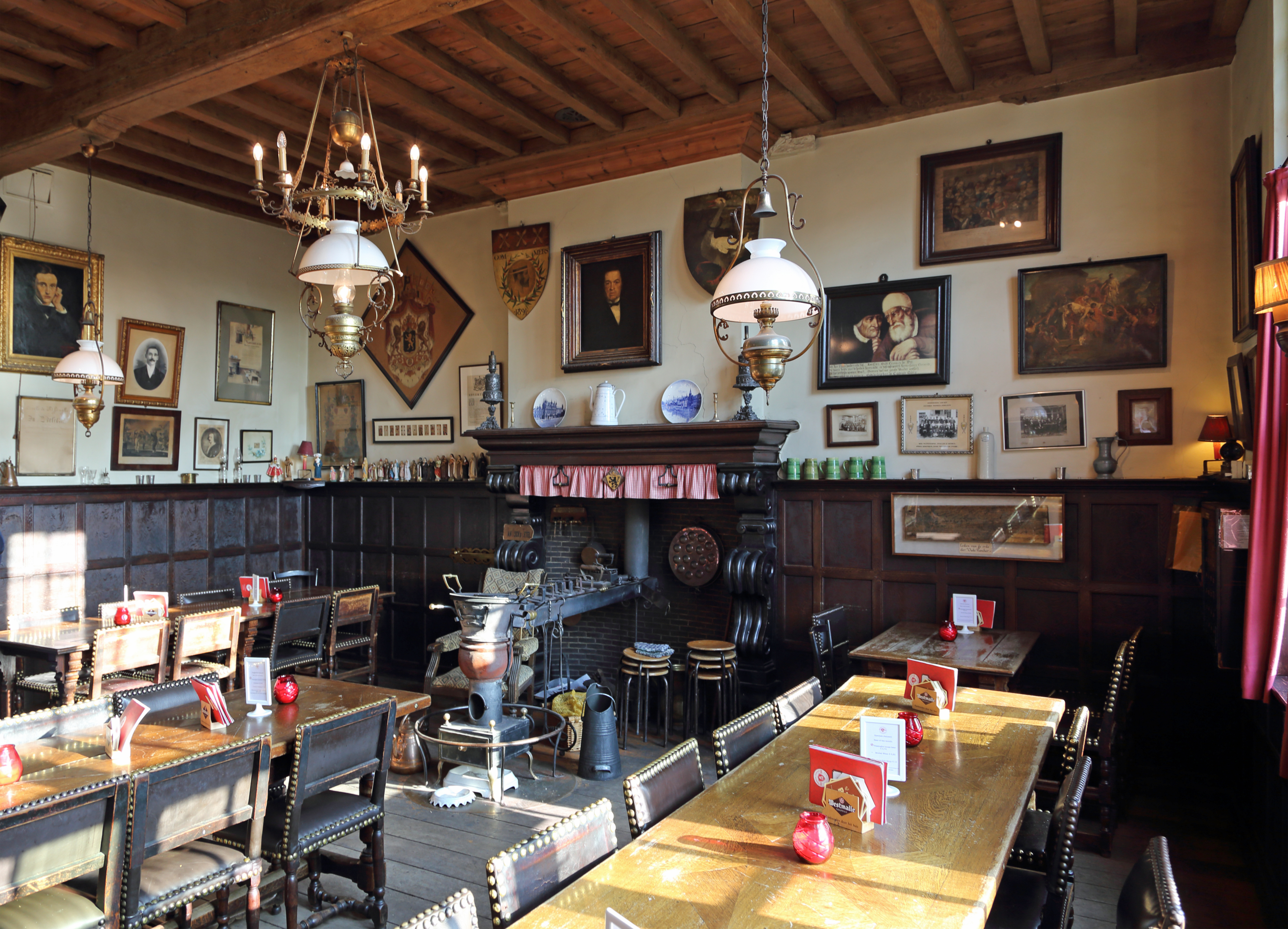
Café Vlissinghe, interieur

## Oudste geschiedenis
Aangenomen wordt dat de oorsprong van het pand, dat bestaat uit twee samengevoegde huizen, teruggaat tot de 15de eeuw. Als gevolg van verbouwingen of herbouw – met onder meer de vervanging van houten gevels door stenen gevels – is de huidige structuur in belangrijke mate 17de-eeuws. Met name de opkamer, die als gelagkamer dienstdoet, is daarvan een typisch kenmerk.
De namen van de eigenaars zijn uit archiefstukken bekend vanaf het laatste kwart van de 15de eeuw. In 1515 wordt de eigenaar voor het eerst als tavernier (d.w.z. herbergier) vermeld. De huisnaam Vlissinghe verschijnt vanaf 1579 in de documenten. Een boedelbeschrijving uit diezelfde tijd vermeldt tafels en banken, hetgeen ook weer wijst op een functie als herberg. In 1648 is er expliciet sprake van een huise ende herberghe. In de daaropvolgende eeuwen is Vlissinghe ononderbroken als herberg in gebruik. Het mag dus wel als vaststaand beschouwd worden dat de zaak (minstens) vijf eeuwen oud is.

## De naam
Waar de naam Vlissinghe vandaan komt, is niet duidelijk. Sommigen hebben een verklaring gezocht in de bodemgesteldheid van de plek ("vlis(sing)" zou "waterplas" betekenen), maar dit lijkt nogal vergezocht. Een verwijzing naar Vlissingen op Walcheren is meer waarschijnlijk, maar uit geen enkele geschreven bron valt op te maken wat het verband met de Zeeuwse stad precies geweest kan zijn.

## EenVlaams café
De moderne geschiedenis van Vlissinghe begint in 1855, wanneer brouwer Jacques De Meulemeester de zaak verwerft. De Meulemeester is eigenaar van de brouwerij De Arend (later: Aigle Belgica) aan de Sint-Annarei, in de onmiddellijke buurt van het café. Onder impuls van de nieuwe eigenaar en vooral van diens zoon Leon, die de leiding van de brouwerij in 1869 overneemt, ondergaat Vlissinghe een grondige transformatie. In de gelagkamer wordt een (authentieke) 17de-eeuwse zwartmarmeren schouw geplaatst. Met nieuw gemaakt neobarok meubilair en her en der aangekochte oude voorwerpen en schilderijen wordt een "oud Vlaams" interieur gecreëerd dat niet alleen goed past in het historische gebouw, maar ook erg in de smaak blijkt te vallen van het doelpubliek: de burgerij en de artistieke milieus van Brugge. Het café wordt tevens de zetel van diverse verenigingen die er regelmatig bijeenkomen en de omzet gunstig beïnvloeden. Er wordt onder meer een gaaibolvereniging opgericht en in de tuin een gaaibolbaan aangelegd. Ook Kunstgenegen, een in 1894 gestichte vereniging van leraren en (oud)studenten van de Stedelijke Academie voor Schone Kunsten, vindt er onderdak. Brouwer Leon De Meulemeester stelt hiervoor zelfs een apart lokaal in een zijvleugel ter beschikking, dat door de leden naar eigen smaak ingericht en aangekleed mag worden. Kunstgenegen heeft maar enkele jaren gebloeid en houdt nog vóór de Eerste Wereldoorlog op te bestaan. Maar hun vergaderlokaal, met de door hen aangebrachte kunstige aankleding, bestaat nog en wordt ook wel aangeduid als het Museetje (het kleine museum).

## In trek bij toeristen
Hoewel Brugge bij de Britten al langer in trek is als toeristische bestemming, neemt het aantal Britse toeristen in de stad vanaf 1906 aanzienlijk toe door het inleggen van een vaste scheepvaartverbinding tussen Hull en de nieuwe haven van Zeebrugge, een verbinding die verzorgd wordt door het stoomschip Duke of Clarence. Door slimme marketing weet Vlissinghe zich van een vaste aanvoer van Britse gasten te verzekeren. Enerzijds heeft het café een zakelijke deal met de koetsiers van de huurrijtuigen aan het station, anderzijds wordt op handige wijze een mythe gecreëerd als "Rubens House". Er wordt beweerd dat de schilder Pieter Pauwel Rubens er ooit gelogeerd heeft en in de gelagkamer staat een stoel waarin de kunstenaar naar verluidt gezeten heeft. Dit verzonnen verhaal, allicht ontstaan als grap van een paar vaste stamgasten, is een eigen leven gaan leiden en wordt in die tijd in meerdere reisgidsen voor waar verkondigd. Het café vaart er wel bij.

## Monument
Het café Vlissinghe krijgt op 9 juni 1998 het statuut van beschermd monument. Zowel het gebouw als de "oud-Vlaamse" inboedel van de gelagkamer – die na honderdvijftig jaar ook een historische waarde verworven heeft – vallen onder het beschermingsbesluit. De zaak is nog steeds in bedrijf en telt onder zijn gasten nu ongeveer 50% Bruggelingen en 50% toeristen.

## In populaire cultuur
Pieter Aspe ging vaak naar café Vlissinghe. Het café was ook de uitvalbasis van Pieter Van In - het hoofdpersonage in de boeken- en televisieserie Aspe.
Café Vlissinghe maakt een verschijning in het stripalbum Jeanne Panne van Suske & Wiske.

## Literatuur

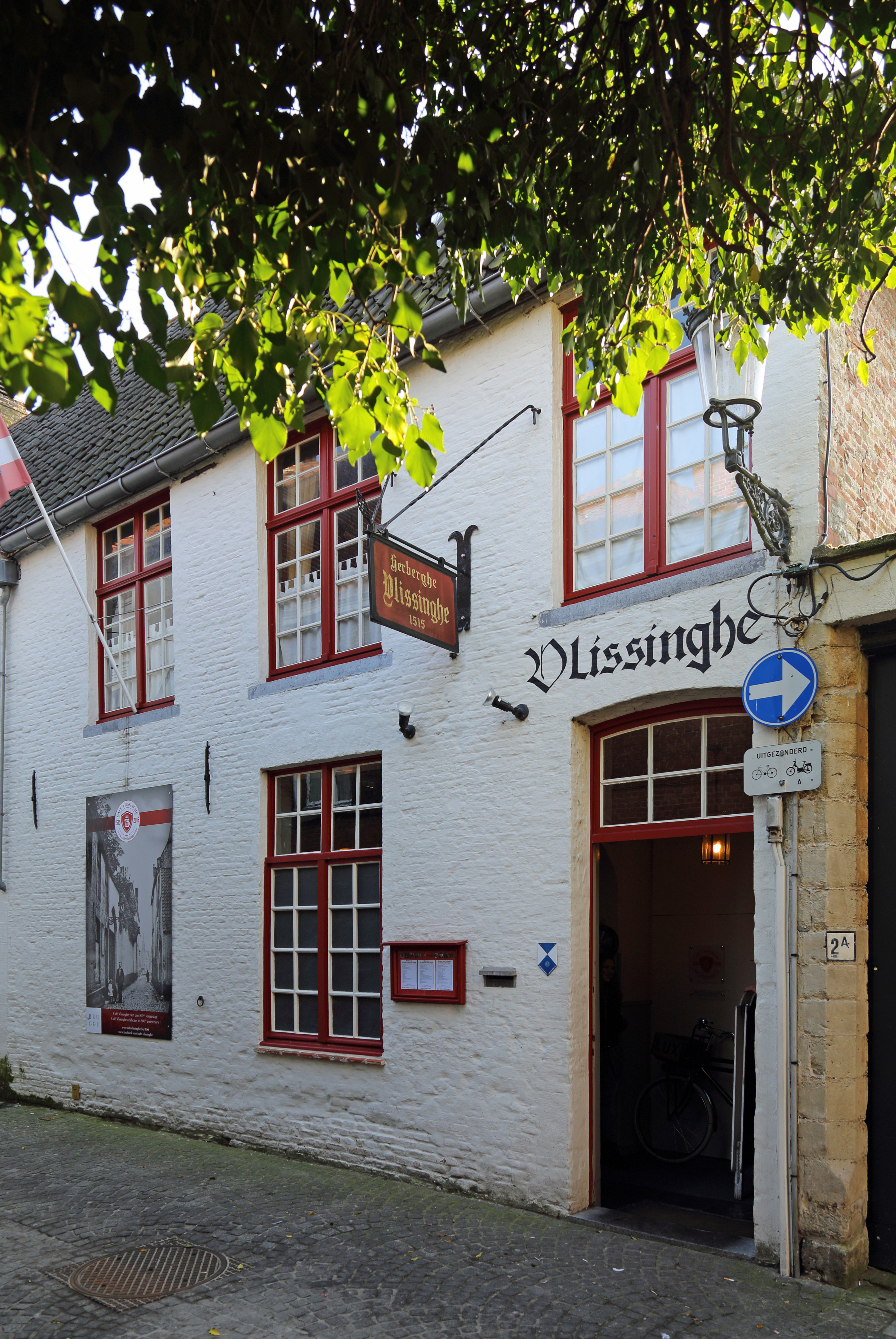
Ingang in de Blekersstraat
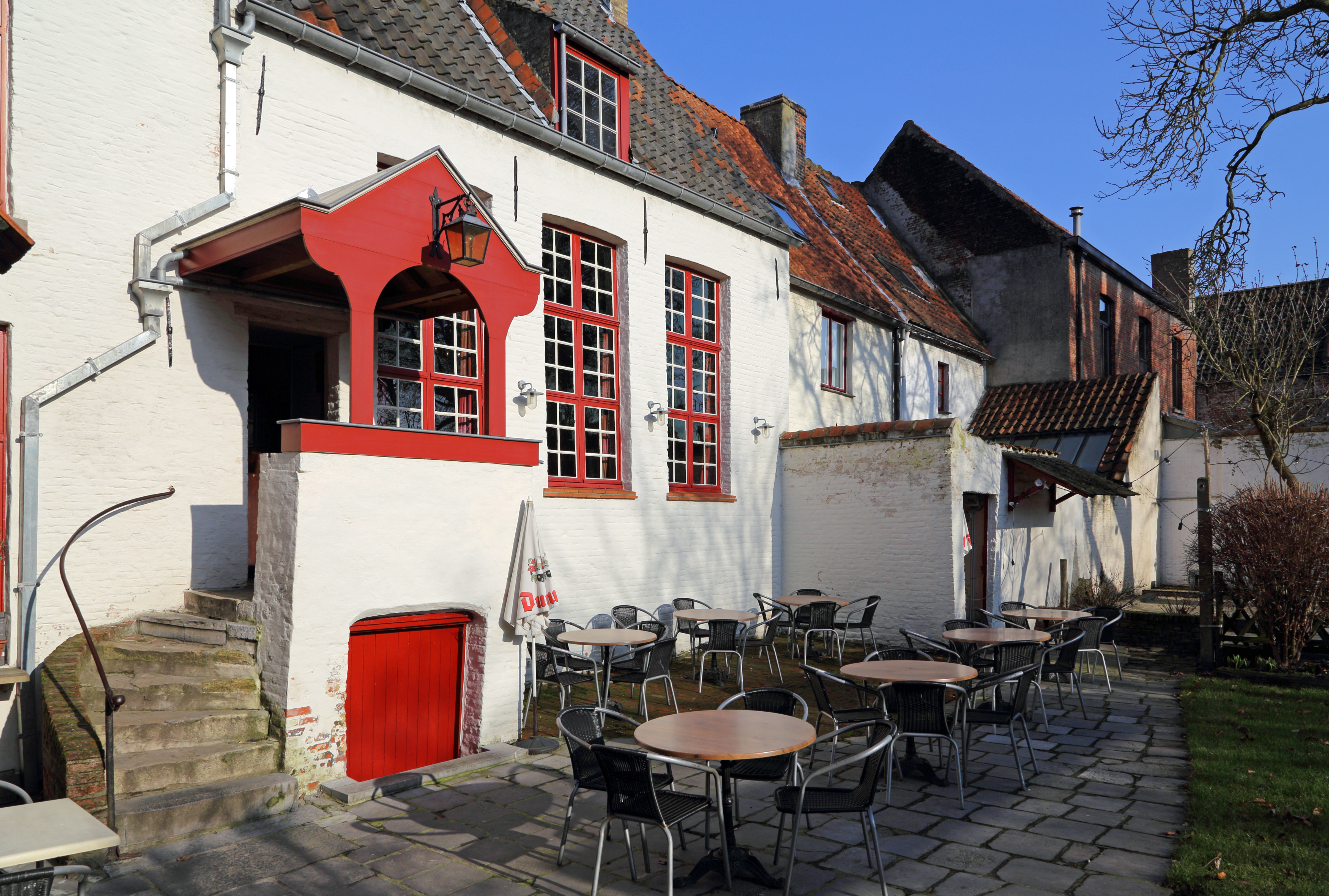
Tuinzijde
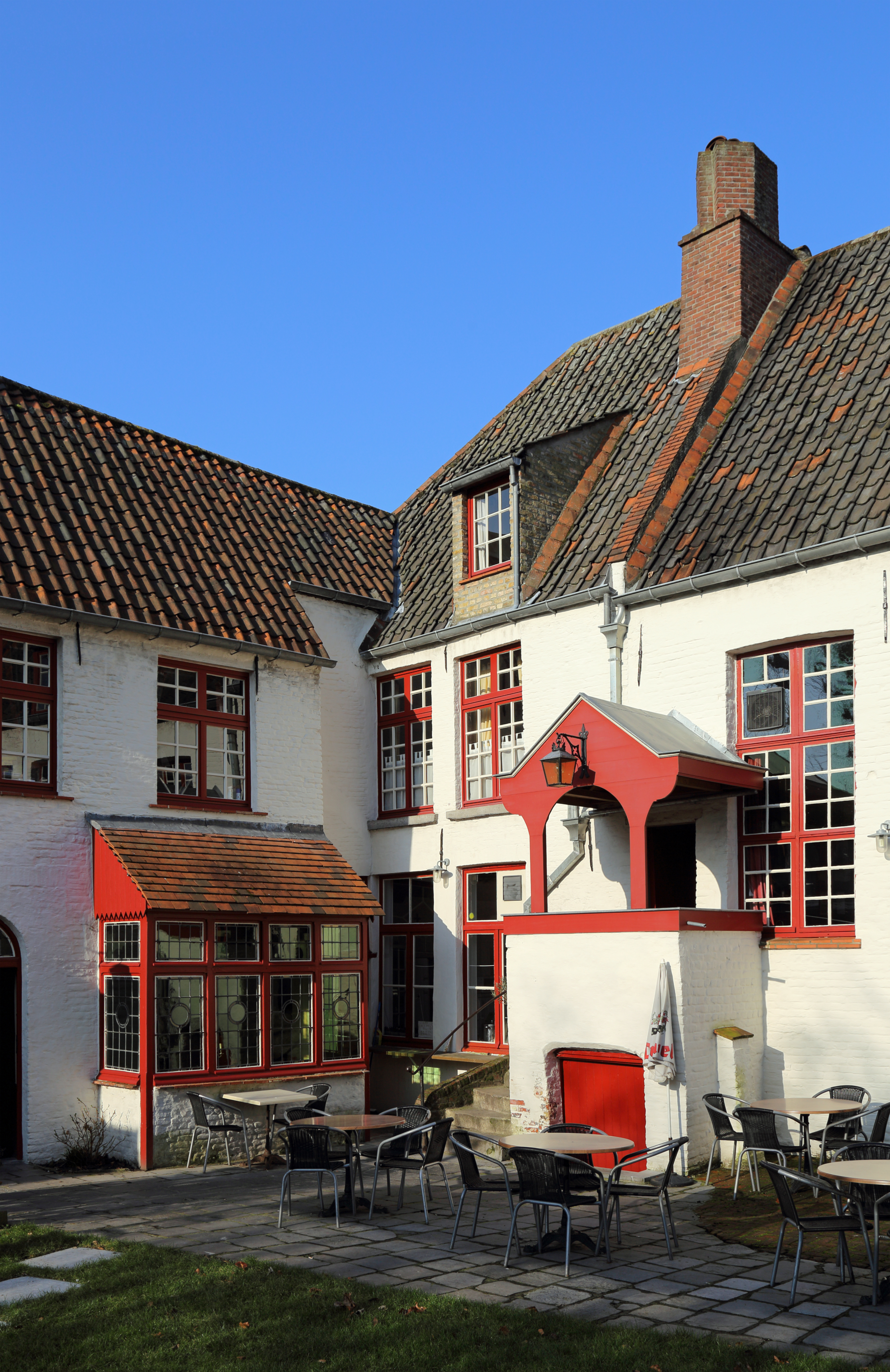
Tuinzijde
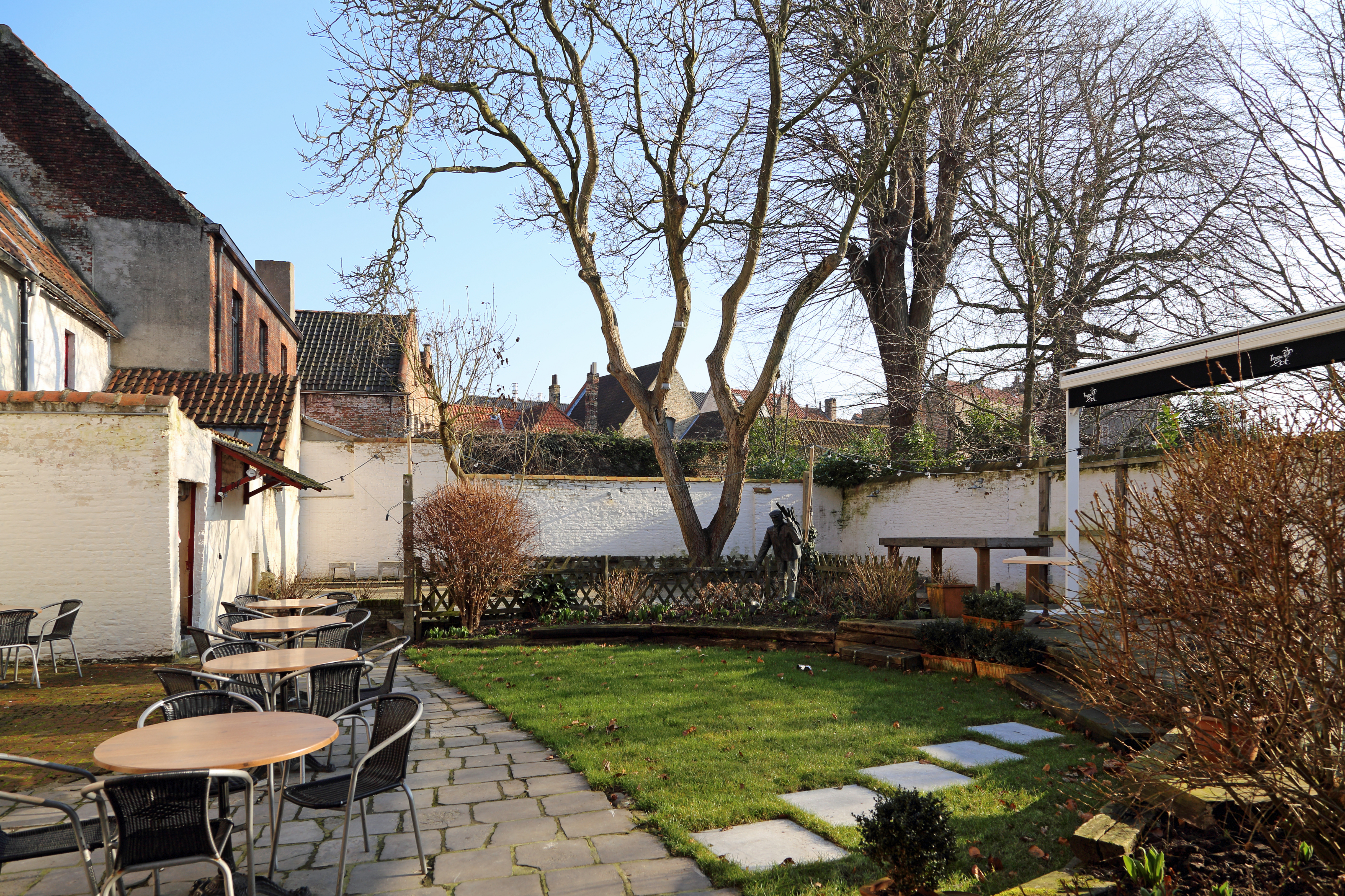
De tuin
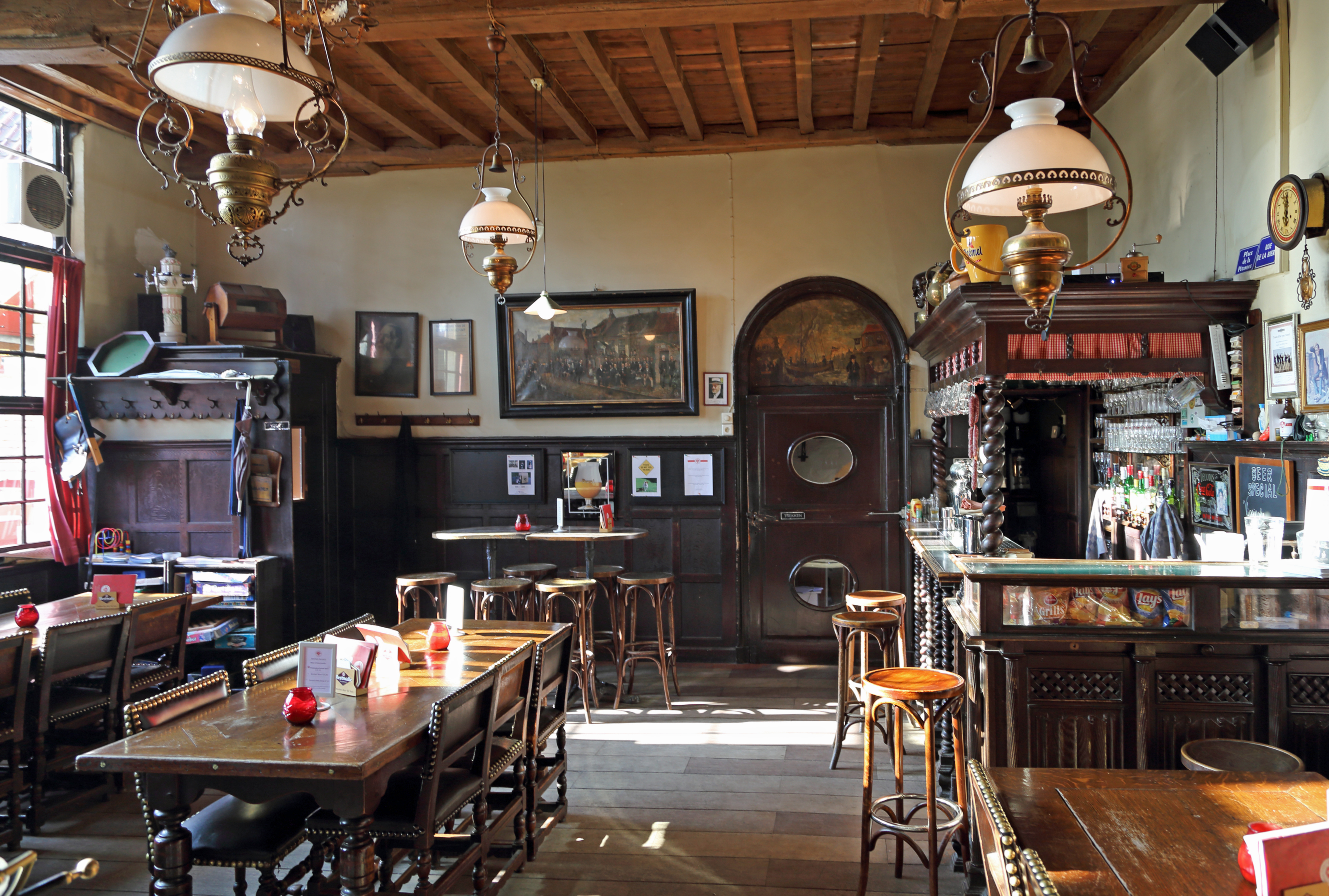
Gelagkamer
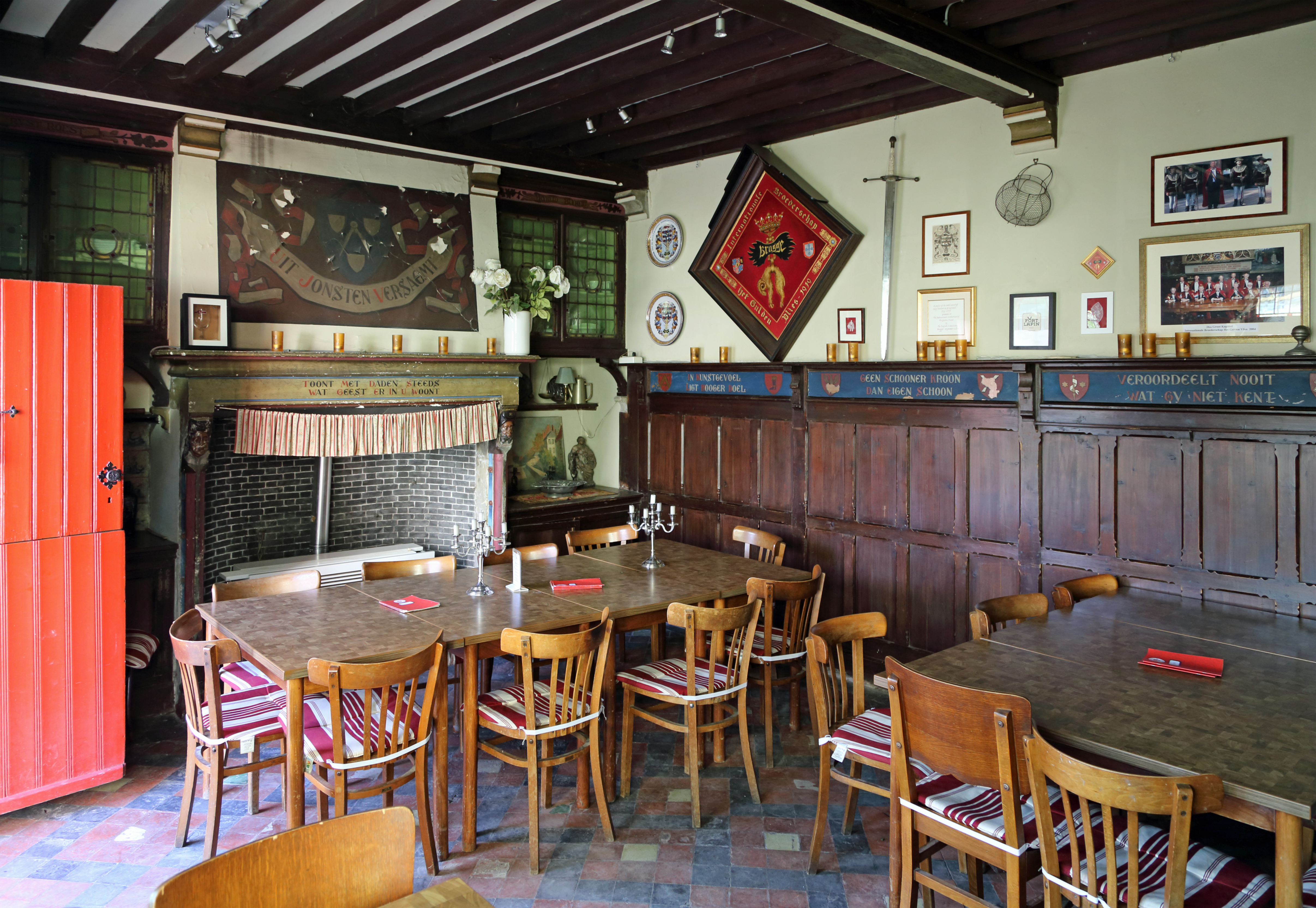
Het Museetje, voormalige vergaderzaal van de vereniging Kunstgenegen